# Словеначка музика
У свести многих странаца словеначка народна музика означава облик полке који је и данас популаран, посебно међу исељеницима и њиховим потомцима. Међутим, осим полке и валцера, постоји много стилова словеначке народне музике. Коло, лендер, штајериш, мафрине и шалтин су неки од традиционалних музичких стилова и игара.

## Праисторија
Флаута Дивје Бабе, артефакт пронађен у пећини у близини Церкна, у Словенији, вероватно је најстарији познати музички инструмент икада. Његова старост се процењује на око 55.000 година.
Историја модерне словеначке музике може се пратити од 5. века, када се хришћанство ширило у Карантанији. Уведене су литургијске химне, које су постале први гласник који је успоставио везу са језиком народа.

## Класична музика

### Средњи век
Током средњег века, секуларна музика је била популарна као и црквена, укључујући лутајуће минезингере. Ђорђе Слатконија, крањски диригент и композитор из Новог Места, постао је директор Хора бечких дечака 1498. У време протестантске реформације у 16. веку, музика се користила за прозелитизацију у Крањској. Прва словеначка песмарица, Ени Псалми, објављена је 1567. У том периоду су се појавили ренесансни музичари попут Јакоба Гала. Италија је била важан музички утицај тог периода, посебно у духовној музици, попут оне Антонија Тарсије (композитора) из Копра, у ораторијуму и опери. Комедија је изведена у Љубљани 1660. године, а опера 1700. године у породичној палати Ауерспергових.

### Процват
Године 1701. Јохан Бертолд фон Хофер (1667–1718), племић и композитор аматер из Љубљане, основао је Академију филхармоније по италијанским узорима. а љубљански огранак римске академије Аркадије основан је неколико година касније 1709. Осим Хефера, по својим ораторијумима запажен је и катедрални проректор Михаел Омерза. Прву велику словеначку оперу, Ил Тамерлано, извео је 1732. године опат Ђузепе Клементе де Бономи, маестро ди Капела, у палати крањског вицерегента.

## Популарна музика
Међу поп, рок и инди музичарима најпопуларнији у Словенији су Laibach, музичка група из раних 1980-их, а недавно и словеначки поп а капела бенд Perpettum Jazzile.

### Поп, рок и инди
Са више од 15 милиона прегледа званичног видео снимка а каела верзије "Africa" од његовог објављивања на Јутјубу у мају 2009. до септембра 2013. године, то им је донело похвале од коаутора песме, Дејвида Пејча, Perpettum Jazzile је група из Словеније која је у свету најслушанија онлајн. Други популарни бендови, углавном непознати ван земље, укључују Rock 'n' Band, Big Foot Mama и Булдожер. Деткор бенд Within Destruction објавили су два дугометражна албума и учествовали на неколико европских турнеја; бенд има седиште у Јесеницама.

### Кантаутори
Међу словеначким кантауторима после Другог светског рата су Фране Милчински (1914–1988), Томаж Пенгов чији се албум Одпотовања из 1973. сматра првим кантауторским албумом у бившој Југославији, Томаж Домицељ, Марко Брецељ, Андреј Шифрер, Ева Сршен, Неца Фалк... После 1990. године и у Словенији су популарни Ади Смолар, Изток Млакар, Вита Маврич, Владо Креслин, Зоран Предин, Перо Ловшин, Мањифико.